# 케 클라세 데 아모르
《케 클라세 데 아모르》(스페인어: ¡Qué clase de amor!)는 2009년 방영된 베네수엘라의 텔레노벨라이다.